# 宇都宮貞泰
宇都宮 貞泰（うつのみや さだやす）は、鎌倉時代後期から南北朝時代にかけての武将。

## 家系
宇都宮泰宗の子。武茂系図によれば、宇都宮景泰（後の貞泰）は、「京都烏丸に住み、その子の宇都宮宗泰については三河守で伊予住人」とあり、伊予宇都宮系図には貞泰については「六郎、始景泰、美濃守、遠江守、野州宇都宮の住人、後京都に住す、法名蓮智」とある。

## 生涯
元徳3年/元弘元年（1331年)に伊予国喜多郡の地頭となり、京から移り大洲の根来山城に拠る。
南北朝時代当初は北朝方であり、四国の宮方（南朝）の得能通宗、忽那重清、土居通増らと戦う。だが、後醍醐天皇の第11皇子・懐良親王が征西大将軍に任命され九州を目指して吉野を出立し、瀬戸内海の海賊衆である熊野水軍の援助を得て、伊予忽那島（現愛媛県松山市 - 旧中島町）へ渡った際、暫く喜多の貞泰の館に滞在した。これを踏まえると、当初は北朝方であった貞泰が、この頃には宮方に変わっていたことになる。
その後、貞泰は懐良親王と共に伊予喜多から九州の豊前宇都宮氏の豊前国仲津に移る。

## 宇都宮氏系譜
貞泰の子については、尊卑分脈、武茂系図、伊予宇都宮系図、筑後宇都宮系図、下野宇都宮系図その他においては、いくつかの異同がある。それらをまとめれば、貞泰には貞宗、義綱、貞久、貞邦、宗泰という子があり、伊予宇都宮系図は、伊予国守護となった貞宗を長子としているが、下野宇都宮系図その他では、豊前宇都宮氏に入嗣した義綱を長子としている。これは、貞泰が伊予喜多にいた時と、豊前仲津に移った時の境遇を反映していると思われる。また、『尊卑分脈』や活動時期などから、貞宗を泰宗の嫡男で貞泰の兄として、むしろ貞泰は泰宗・貞宗父子に従って伊予国に入ったとする説もある。
伊予宇都宮系図が長男とする貞宗は、伊予国守護となる。貞宗には子がおらず、伊予宇都宮氏の祖の豊房（豊前宇都宮氏の宇都宮頼房の三男）が養子となる。ただし、『尊卑分脈』などに基づけば、貞宗は父・泰宗の嫡男で貞泰から見れば実兄にあたる人物で、別史料からは一時摂津親秀の養子となっていた宇都宮詮綱という子がいたとされる。なお、室町幕府奉公衆の宇都宮氏は貞宗の子孫とする市村高男の説がある。
下野宇都宮系図が長男とする義綱の子の元綱は、北朝方の豊前宇都宮氏に入る。
次男の南朝方の貞久の子の懐久は、筑後宇都宮氏後裔の蒲池氏の祖となる。
三男の貞邦は、兄貞久と共に懐良親王の九州の南朝方となり、甥の懐久と共に筑後川の戦いで討ち死する。
四男の宗泰は、長兄の貞宗の養子の豊房（城井冬綱の弟）の養子となり伊予宇都宮氏を継ぐ。